# Hypatopa binotella
Hypatopa binotella — вид лускокрилих комах родини бластобазид (Blastobasidae).

## Поширення
Вид поширений на значній частині Європи, за винятком Піренейського півострова і більшої частини Балканського півострова.

## Опис
Розмах крил 19-21 мм.

## Спосіб життя
Метелики літають з кінця травня до середини серпня. За рік буває одне покоління. Гусениці живляться опалою хвоєю різних видів сосни (Pinus).